# مفراكة

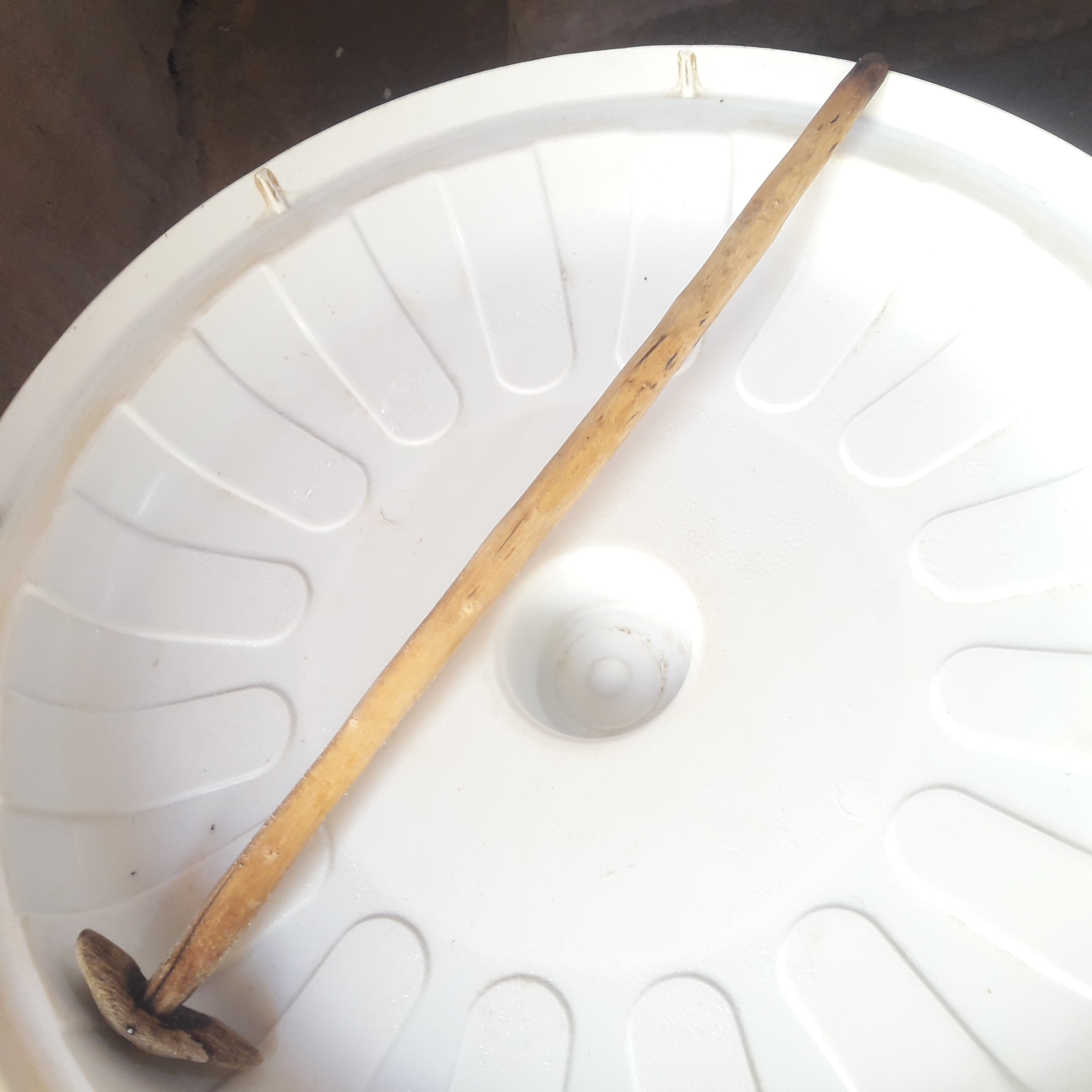
مفراكة

المفراكة هي أداة طبخ تستخدم في صعيد مصر والسودان وتعد من أساسيات المطبخ السوداني تصنع محليًا من الخشب أو الألمونيوم يتراوح طولها بين 50 سم الي 100 سم وقد يزيد وذلك حسب نوع الطعام المراد إعداده أو كميته.
تأخذ المفراكة شكل حرف T اللاتيني، وتستخدم بوضع الرأس إلي أسفل في الاناء ويتم تحريكها بواسطة الكفين.